# Palm Heinrich Ludwig von Boguslawski

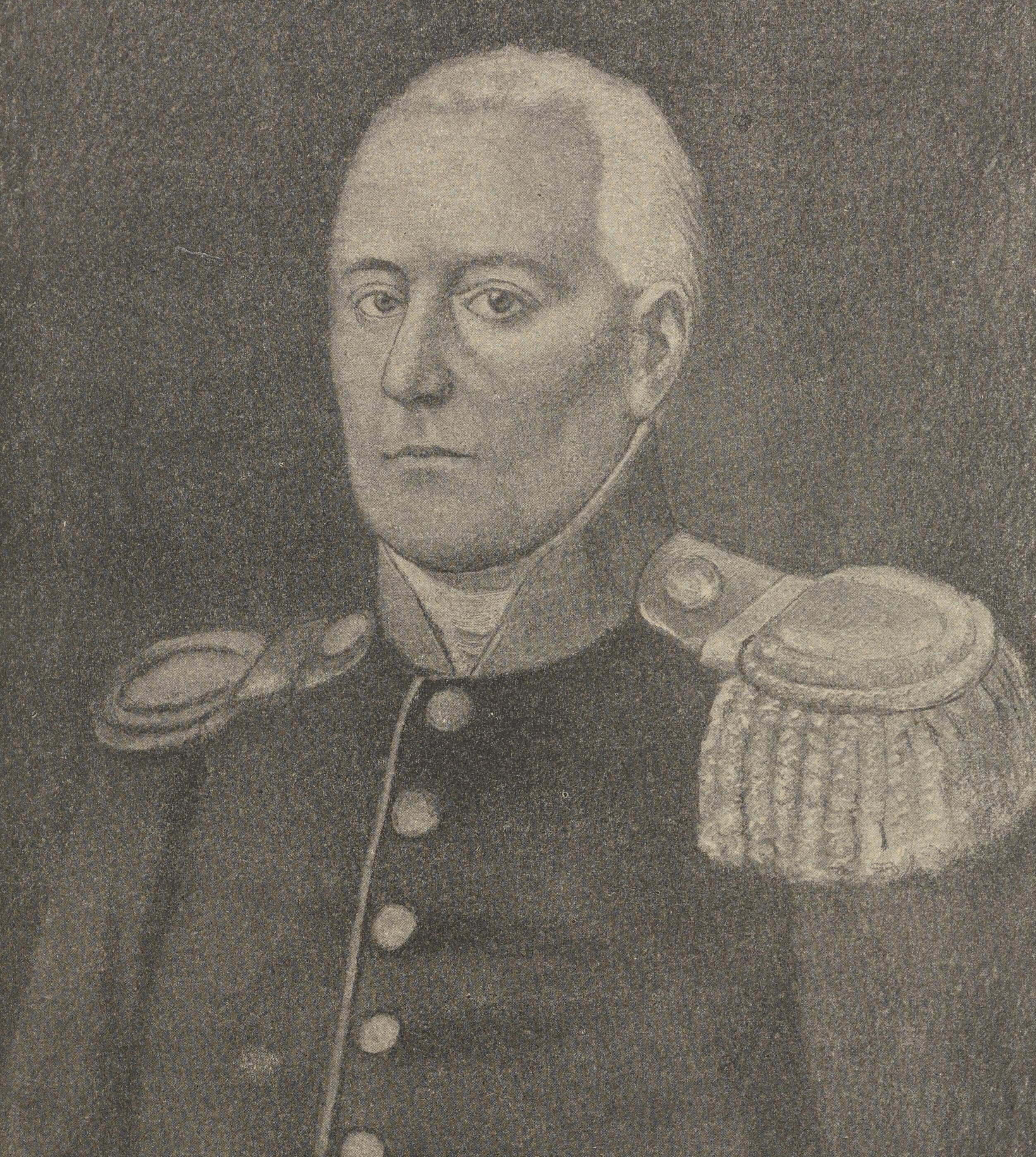
Heinrich Ludwig von Boguslawski

Palm (auch Palon) Heinrich Ludwig von Boguslawski (* 7. September 1789 in Magdeburg; † 5. Juni 1851 in Breslau) war ein deutscher Astronom. Er ist der Entdecker des nach ihm benannten Kometen.

## Leben
Die Familie Boguslawski nannte sich zur Unterscheidung von anderen polnischen Adelsfamilien Boguslawski Pruß und war 1740 mit Johannes Georg von Boguslawski nach Schlesien gekommen. Boguslawski war Sohn des Johann Heinrich und der Karoline Rhode. Der Vater war Hauptmann im Regiment Prinz Louis Ferdinand und starb schon im Jahre 1802, weshalb der Prinz Louis Ferdinand sich des verwaisten Knaben annahm. Boguslawski besuchte die Domschule in Magdeburg und hier erwachte bereits in ihm die Neigung zur Astronomie.
Nach der Übergabe seiner Vaterstadt an die Franzosen trat Boguslawski 1806 in den preußischen Militärdienst. Auf der allgemeinen Kriegsschule in Berlin (1811–1812) lernte er den Astronomen Johann Elert Bode kennen, der der Leiter der Berliner Sternwarte war. An Napoleons Russlandfeldzug 1812 nahm er als Artillerieoffizier teil. Nachdem er die preußische Armee im Rang eines Hauptmanns verlassen hatte, lebte er bis 1829 als Rittergutsbesitzer in Groß-Rake bei Breslau und zog dann nach Breslau. Von 1831 an arbeitete er am dortigen Observatorium als Konservator. 1836 wurde er zum außerordentlichen Professor der Universität Breslau berufen und 1840 zum Direktor der Sternwarte Breslau.
Am 20. April 1835 entdeckte er den ersten Kometen des Jahres, bestimmte dessen Bahn und erhielt die erste goldene, vom König von Dänemark gestiftete Kometenmedaille.
Der Mondkrater Boguslawsky ist nach ihm benannt.
Sein Sohn Heinrich Georg von Boguslawski (1827–1884) wurde Hydrograf und Herausgeber des ersten Bandes des Handbuchs der Ozeanographie, veröffentlichte daneben ebenfalls astronomische Schriften.

## Veröffentlichungen
Von 1835 bis 1850 gab Boguslawski 19 Jahrgänge einer synchronistisch geordneten Ephemeride aller Himmelserscheinungen heraus, die er Uranus nannte und die erweitert für die Jahre 1846–50 gedruckt erschienen. Viele seiner Beobachtungen über Kometen, über das Verschwinden und Wiedererscheinen des Saturnringes 1833, über Sternschnuppen, über die totale Sonnenfinsternis 1851 sind in Bodes Jahrbüchern, Gruithuisens Analekten, den Blättern der Schlesischen Gesellschaft, in Jahns Unterhaltungen, im Uranus und in den Astronomischen Nachrichten enthalten.